# Adolph Ferdinand Gehlen

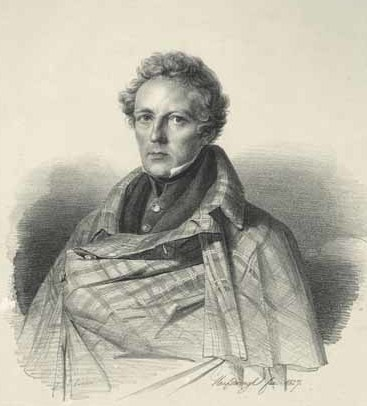
Adolph Ferdinand Gehlen, 1827

Adolph Ferdinand Gehlen (* 5. September 1775 in Bütow in Hinterpommern; † 16. Juli 1815 in München) war ein deutscher Chemiker.

## Leben
Gehlen, Sohn eines Apothekers seiner Heimatstadt, unterzog sich an der dortigen Schule  gründlichen Studien der gelehrten Sprachen, bevor er sich in Königsberg bei dem Hofapotheker und Universitäts-Professor Karl Gottfried Hagen für den Apothekerberuf ausbildete und anschließend drei Jahre an der Universität Königsberg besonders Naturwissenschaften und Medizin studierte, worin er auch promoviert wurde (Dr. med.). Danach arbeitete er in der Apotheke Zum Weißen Schwan bei Valentin Rose d. J. in Berlin. Dort stand er in Verbindung mit Martin Heinrich Klaproth und war dessen Schüler. Von 1803 bis 1805 war er Herausgeber des Neuen allgemeinen Journals der Chemie (6 Bände), das sich an das Allgemeine Journal der Chemie von Alexander Nicolaus Scherer anschloss, das 1798 bis 1803 bestand. Von 1806 bis 1810 gab er als dessen Nachfolger und mit um die Physik erweitertem Programm das Journal für Physik und Chemie heraus (9 Bände). Sein Nachfolger als Herausgeber war ab 1811 Johann Salomo Christoph Schweigger. 1806 ging Gehlen nach Halle (Saale), wo er an der Universität in Chemie habilitiert wurde und als Privatdozent sowie im Institut von Johann Christian Reil als Zoochemiker tätig war. 1807 ging er nach München, um an der Bayerischen Akademie der Wissenschaften eine Anstellung als akademischer Chemiker anzutreten. In seine Zuständigkeit fielen unter anderem der bayerische Bergbau, die Hüttenbetriebe, die Glas- und Porzellanfabriken; für die königliche Porzellanmanufaktur Nymphenburg entwickelte er unter anderem Farben. 1807 wurde er ordentliches Mitglied der Akademie.
Da geeignete Räumlichkeiten fehlten, musste die Laboratoriumsarbeit in Gehlens Privatwohnung stattfinden. Unter solchen Bedingungen war das Experimentieren mit giftigen Substanzen wie Blausäure und Arsenverbindungen seiner ohnehin labilen Gesundheit kaum förderlich. Bei Versuchen mit Arsenwasserstoff, die vor einem bereits bewilligten Urlaub für eine Bäderkur abgeschlossen werden sollten, erlitt Gehlen eine akute Vergiftung, der er nach neun Tage währendem Leiden kaum 40-jährig am 15. Juli 1815 erlag.
Er erkannte als einer der Ersten, dass Ameisensäure nicht ein Gemisch anderer Säuren war (Antoine François de Fourcroy und Louis-Nicolas Vauquelin hatten es für eine Mischung aus Essigsäure und Äpfelsäure gehalten) und er erkannte als einer der Ersten die Giftigkeit von Blausäure. Bekannt war er zu seiner Zeit auch für eine kurze allgemeinverständliche Anleitung zur Erzeugung von Salpeter. Er war sehr sprachbegabt (er sprach acht lebende Sprachen), führte eine Korrespondenz mit führenden europäischen Gelehrten und übersetzte die Eléments de l’art de teinture von Claude-Louis Berthollet (als Anfangsgründe der Färbekunst, 2 Bände, Berlin 1806) und den Versuch durch Anwendung der electrisch chemischen Theorie und der chemischen Verhältnisslehre ein rein wissenschaftliches System der Mineralogie zu begründen (Nürnberg 1815) von Jöns Jakob Berzelius. 1815 erschien in Nürnberg der erste Band seines Repetitorium für die Pharmazie, das der Apotheker Johann Andreas Buchner fortsetzte. Mit Buchner und Alois Hofmann hatte er den Pharmaceutischen Verein in Bayern gegründet, der neben Bibliothek und Herbarium auch soziale Ziele verfolgte (Versicherung gegen Unfälle, Unterstützung für alte oder gebrechliche Gehilfen). Er war als Berater gefragt, nicht nur unter Apothekern und für den Staat, sondern auch in der Farbindustrie (Indigo, Waid), Hopfenverarbeitung, Zuckerherstellung und Branntweindestillation.

## Veröffentlichungen
- Fassliche Anleitung zu der Erzeugung und Gewinnung des Salpeters, Nürnberg 1812 (2. Auflage: 1814).
- Bemerkungen über die Eigentümlichkeit der Ameisensäure, Denkschriften Königliche Akademie der Wissenschaften München für die Jahre 1811 und 1812, Band 3, Abteilung 1, S. 243–272, München 1812.
- Anleitung zum Bau der Waidpflanze, und zur Bereitung des Küpen-waids und des Indigs aus den Blättern derselben, München 1814
- Herausgeber: Sammlung von Entdeckungen und Erfahrungen aus dem Gebiete der Chemie, der Physik und Mineralogie aus den Jahren 1806 bis 1809, 1817.
- Beyträge zur wissenschaftlichen Begründung der Glasmacherkunst. Erste Abhandlung. Ueber die Anwendung des Glaubersalzes und Kochsalzes zum Glase, Denkschriften der Königlichen Akademie der Wissenschaften zu München für die Jahre 1809 u. 1810, München 1811, Band II, Abteilung 2, S. 149–196.
- mit Johann Andreas Buchner: Repetitorium der Pharmazie, Nürnberg, mehrere Hefte, 1815, 1816